# 火星1969A號
火星1969A號（Mars 2M No.521、Mars M-69 No.521、Mars 1969A）是蘇聯在1969年發射的火星探測計畫的探測船，於3月27日協調世界時10:40:45由一枚搭载D组级的質子K型運載火箭發射。搭載相機、質譜儀...等，發射4百餘秒後爆炸。